# Ми-54
Ми-54 — один из проектов многоцелевого вертолёта разработки Московского вертолётного завода имени М. Л. Миля. Разработка начата в 1992 году в соответствии с принятой тогда «Программой развития гражданской авиационной техники России до 2000 года» с перспективой выхода на серийное производство в 1999 году. Из-за недостатка средств проект сильно затянулся (так, продолжение работ осуществлялось в соответствии с целевой программой «Развитие гражданской и авиационной техники на 2002—2010 годы и на период до 2015 года»); первый полёт был запланирован на 2011 год, однако финансовые проблемы продолжали задерживать проект и проект был закрыт в 2011 году.
По проекту вертолёт сможет использоваться как грузовой, пассажирский, VIP-корпоративный, медико-спасательный и патрульный. Разрабатывается возможность применения его в военных целях.

## Конструкция
Вертолёт проектировался по традиционной схеме с одним несущим четырёхлопастным винтом и X-образным рулевым винтом. Шасси трёхстоечное с передней опорой, в полёте убирается в фюзеляж. Кроме 4 дверей кабины предполагалось наличие грузовых створок, позволяющих осуществлять перевоз негабаритных грузов, имеется точка внешней подвески грузов до 1,8 тонн. В конструкции вертолёта предполагалось применить новые материалы и технологии, позволившие улучшить характеристики безопасности вертолёта и уменьшить эксплуатационные расходы.

## Безопасность
Среди отличительных особенностей безопасности вертолёта можно выделить:
- Топливная система, исключающая протекание топлива при аварийной посадке.
- Поглощающие удар стойки шасси
- Дополнительно амортизирующие кресла пассажиров
- Противообледенительная система
- Пылезащитные устройства двигателей
- Бортовая автоматизированная система контроля агрегатов и систем вертолёта
- Система аварийного приводнения
- Значительный диапазон эксплуатационных температур
- Наличие системы измерения массы вертолёта

## Технические характеристики
Технические характеристики
- Экипаж: 1-2 человека
- Пассажировместимость: 10-12 человек
- Длина: 13,13 м (корпус), 16,5 м (с вращающимися винтами)
- Диаметр несущего винта: 13,5 м
- Высота: 4,8 м (с вращающимися винтами)
- Масса пустого: 3000 кг
- Нормальная взлётная масса: 4500 кг
- Максимальная взлётная масса: 4700 кг
- Силовая установка: 2 × ВК 800В
- Мощность двигателей: 2 × 800 л. с.

Лётные характеристики
- Максимальная скорость: 285 км/ч
- Крейсерская скорость: 260 км/ч
- Практическая дальность: 600 км
- Практический потолок: 6000 м